# Longitarsus niger
Longitarsus niger  (лат.) — вид листоедов (Chrysomelidae) из подсемейства козявок (Galerucinae). Распространён в Европе (за исключением Великобритании и Ирландии) на запад до северо-востока Испании, ни север до южной части Испании, а также встречается в Турции, на Кавказе и Афганистане.